# Tonje Refsnes
Tonje Haugjord Refnes (født 13. november 1994 i Kristiansand, Norge) er en kvindelig norsk håndboldspiller som spiller for Vipers Kristiansand.